# Toftaholm (södra delen)
Toftaholm (södra delen) var en av SCB avgränsad och namnsatt småort i Eslövs kommun i Skåne län. Den består av en samlad småhusbebyggelse öster om sockerbruket i Örtofta och söder om herrgården Toftaholm i Örtofta socken. Från 2015 räknas bebyggelsen som en del av tätorten Örtofta.